# Alibori

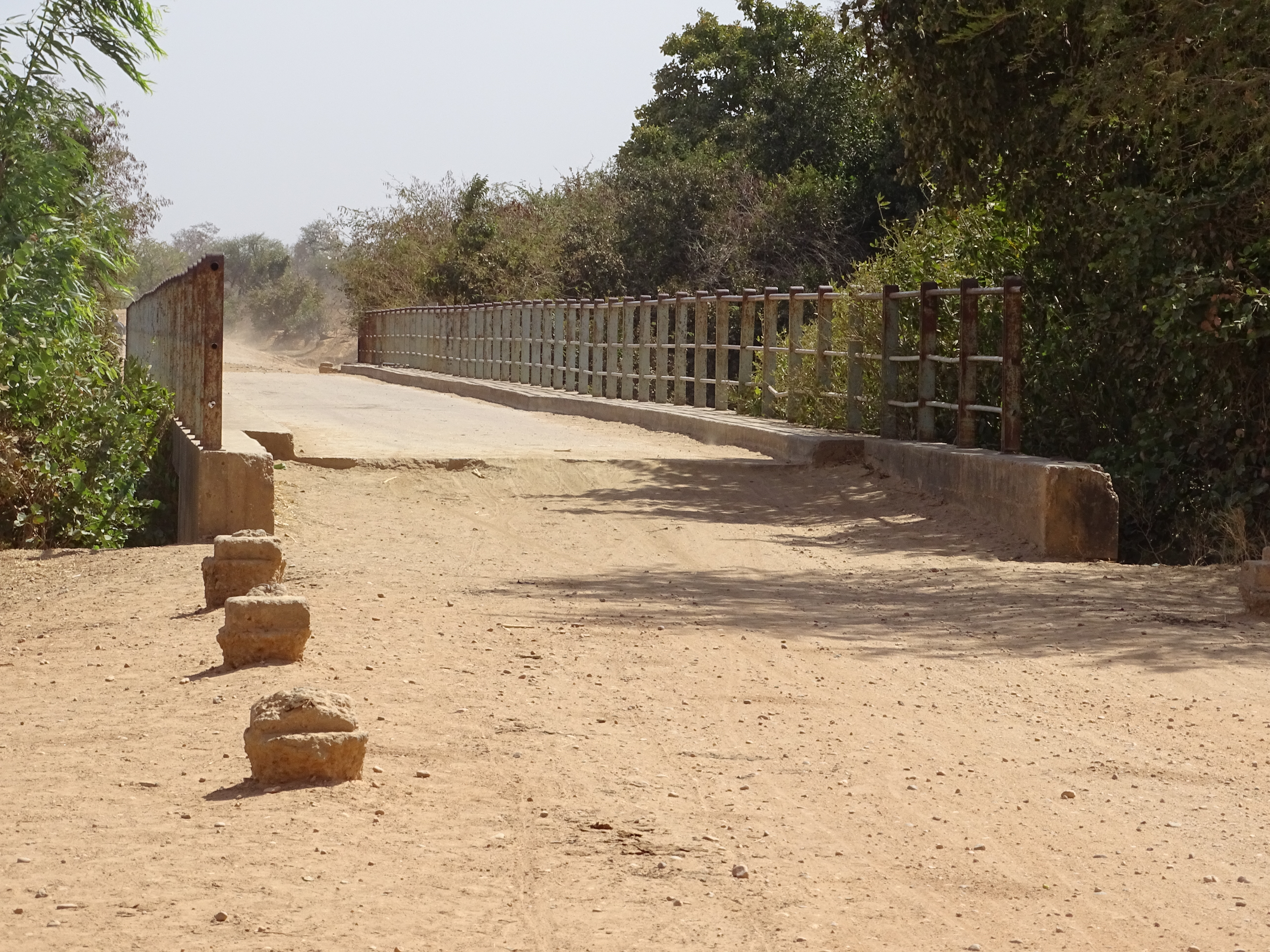
Pont sur l'Alibori entre Malanville et Karimama.

L'Alibori est un département situé au nord-est du Bénin. Il doit son nom à l'Alibori, un affluent de la rive droite du Niger. 

## Géographie
Il est limitrophe du Burkina Faso, du Niger et du Nigeria, ainsi que des départements béninois de l'Atacora à l'ouest et du Borgou au sud.
| Tillabéri | Dosso   |       |
| Est       | Alibori | Kebbi |
| Atacora   | Borgou  | Niger |

## Histoire
il a été détaché du Borgou en 1999 pour devenir un département à part entière.

## Communes

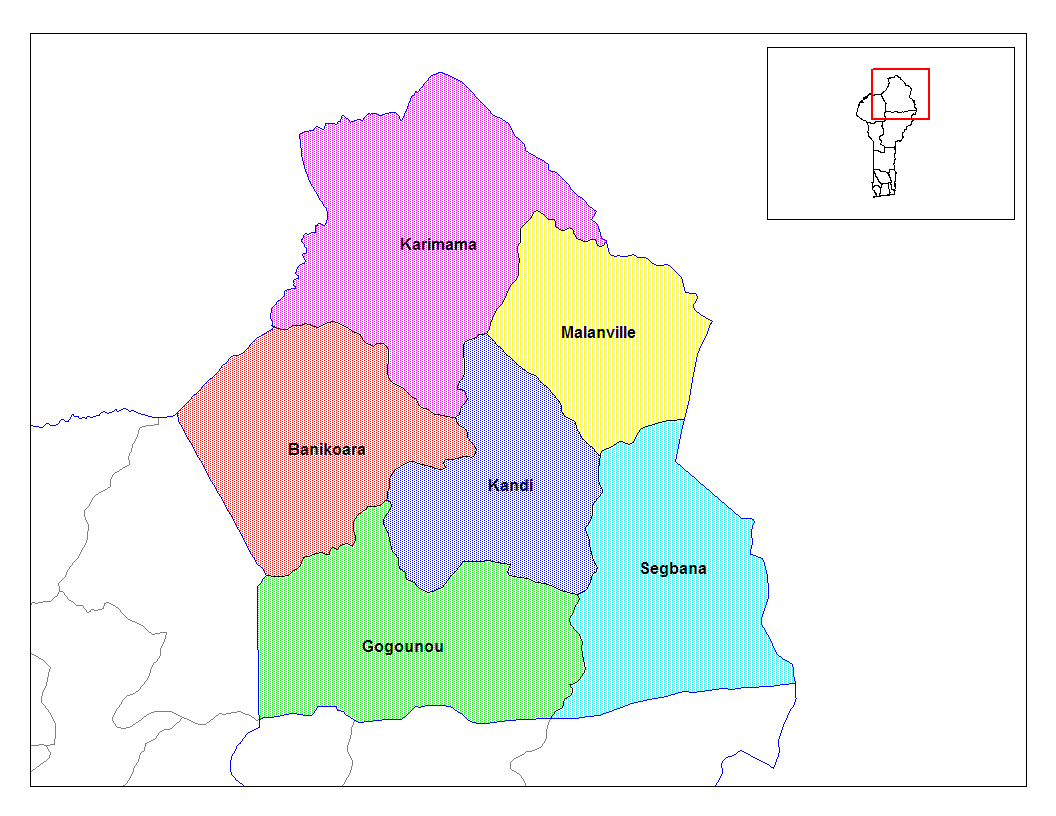
Communes de l'Alibori

L'Alibori comprend six communes :
- Banikoara
- Gogounou
- Kandi (préfecture)
- Karimama
- Malanville
- Segbana

## Villages
Depuis 2013, l'Alibori compte 395 villages et quartiers de ville.

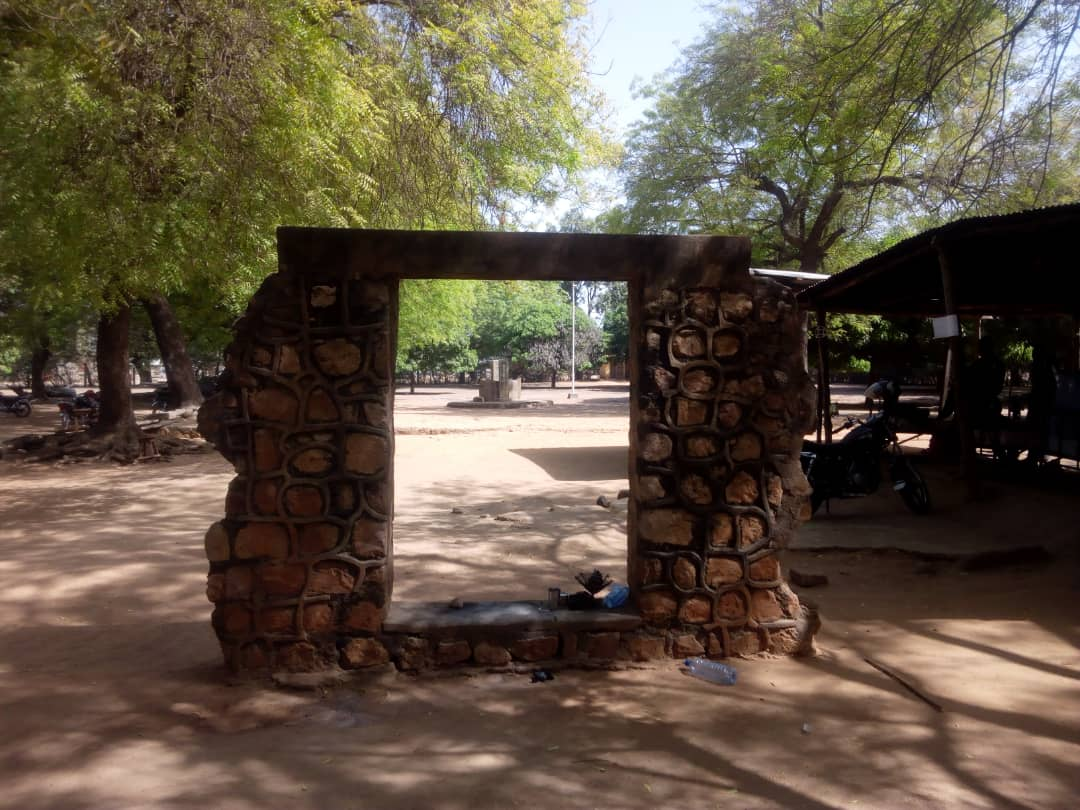
Entrée de la prison de Segbana dans l'Alibori.

## Population
L'Alibori est peuplé principalement de Bariba, Peul et Dendi.